# Okręg wyborczy Stirling Burghs
Okręg wyborczy Stirling Burghs powstał w 1708 r. i wysyłał do brytyjskiej Izby Gmin jednego deputowanego. Okręg obejmował miasto Stirling. Został zlikwidowany w 1918 r.

## Deputowani do brytyjskiej Izby Gmin z okręgu Stirling Burghs
- 1708–1710: John Erskine
- 1710–1728: Henry Cunningham
- 1728–1734: Thomas Erskine
- 1734–1741: Peter Halkett
- 1741–1747: James Erskine
- 1747–1758: George Haldane
- 1758–1761: Robert Haldane
- 1761–1768: Francis Holburne
- 1768–1774: James Masterton
- 1774–1780: Archibald Campbell
- 1780–1789: James Campbell
- 1789–1791: Archibald Campbell
- 1791–1797: Andrew James Cochrane-Johnstone
- 1797–1800: William Tait
- 1800–1806: Alexander Forrester Inglis Cochrane
- 1806–1807: John Henderson
- 1807–1818: Alexander Campbell
- 1818–1819: John Campbell
- 1819–1820: Francis Ward Primrose
- 1820–1830: Robert Downie
- 1830–1832: James Johnston
- 1832–1847: Archibald Primrse, lord Dalmeny, wigowie
- 1847–1852: John Benjamin Smith
- 1852–1859: James Anderson
- 1859–1865: James Caird
- 1865–1868: Laurence Oliphant
- 1868–1868: John Ramsay
- 1868–1908: Henry Campbell-Bannerman, Partia Liberalna
- 1908–1918: Arthur Ponsonby, Partia Liberalna